# به‌سوی خورشید (ترانه)
«به‌سوی خورشید» (انگلیسی: Towards the Sun) ترانه‌ای است که توسط خواننده باربادوسی ریانا برای موسیقی متن فیلم ۲۰۱۵ خانه ضبط شده است. این ترانه در ۲۴ فوریه ۲۰۱۵ در رادیو بی‌بی‌سی ۱ پخش شد و در همان روز به‌عنوان تک‌آهنگ لید برای توزیع دیجیتال ازطریق وست‌باری رود منتشر شد.